# Carrefour Pleyel
Pour la station de métro desservant ce lieu, voir Carrefour Pleyel (métro de Paris).
Pour les articles homonymes, voir Pleyel (homonymie).
Le carrefour Pleyel est un carrefour routier important situé à Saint-Denis (Seine-Saint-Denis), dans le quartier de la Plaine Saint-Denis, à proximité de Saint-Ouen.

## Situation et accès
Il est le point de rencontre de la rue Pleyel, du boulevard Anatole-France (route de la Révolte, D 410 et D 14) et du boulevard de la Libération (D 14).
Autrefois lieu industriel majeur desservi par plusieurs lignes de tramway (parmi lesquelles l'Enghien - Trinité), dont l'origine remonte à la manufacture de pianos d'Ignace Joseph Pleyel, le carrefour est aujourd'hui un quartier d'affaires important dont le centre est marqué notamment par la tour Pleyel, qui a subi entre 2017 et 2024 une longue période de travaux.

## Origine du nom
Le carrefour Pleyel doit son nom à l'usine qui fabriquait les célèbres pianos Pleyel dont les ateliers se trouvaient à l'angle du boulevard Anatole-France et de la rue Pleyel. L'usine a aussi donné son nom à l'ensemble du quartier.

## Historique
Historiquement, le carrefour Pleyel est le croisement de plusieurs axes routiers majeurs : le chemin des Poissonniers (actuelle rue Pleyel), la route de Paris au Havre (RN 14) et la route de la Révolte (boulevard Anatole-France, actuelle RN 410).
Le quartier est desservi par la station de métro du même nom depuis 1952.
Le carrefour a été reconfiguré au début des années 2000 afin de lui faire perdre son caractère d'échangeur routier (RN 14 et RN 410) et autoroutier (A86), mais le résultat reste contesté à la fois pour des raisons urbaines et de circulation automobile difficile.
Un pont dit franchissement Pleyel est ouvert en mai 2024 afin de briser la césure urbaine créée par ce faisceau ferroviaire de près de 500 mètres de large, et relier Pleyel au reste de la Plaine Saint-Denis.

## Bâtiments remarquables et lieux de mémoire
- La tour Pleyel.
- Les centres d'ingénierie du Groupe EDF dans les bâtiments Cap Ampère et CEIDRE.
- Le dispatching national d'électricité de RTE.
- Le siège social de Siemens.
- Divers organismes du pôle de santé publique implanté à la Plaine Saint-Denis, tels que l'ANSM (ex-AFSSAPS) ou l'INPES.
- La Cité du cinéma, initiée par le réalisateur et producteur Luc Besson ; inaugurée le 21 septembre 2012, celle-ci est implantée dans une ancienne usine électrique.
- Un important pôle d'entreprises du secteur tertiaire : Publicis, Veolia Eau IDF…

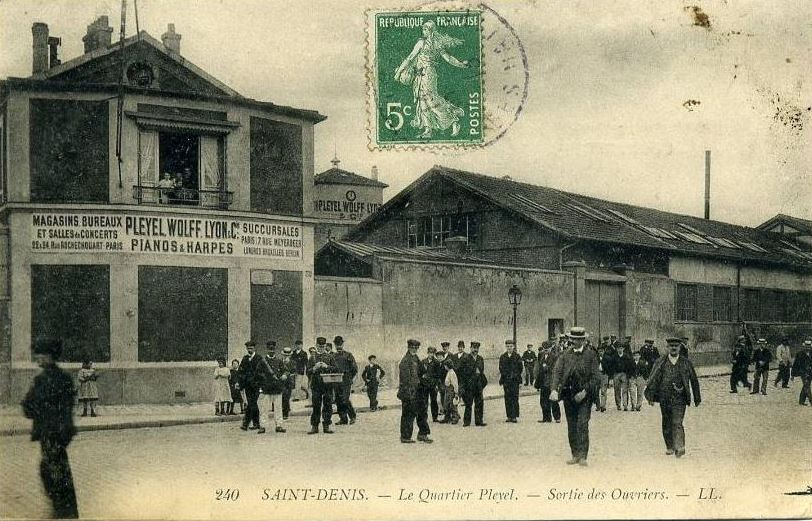
Usine Pleyel : sortie des ouvriers.
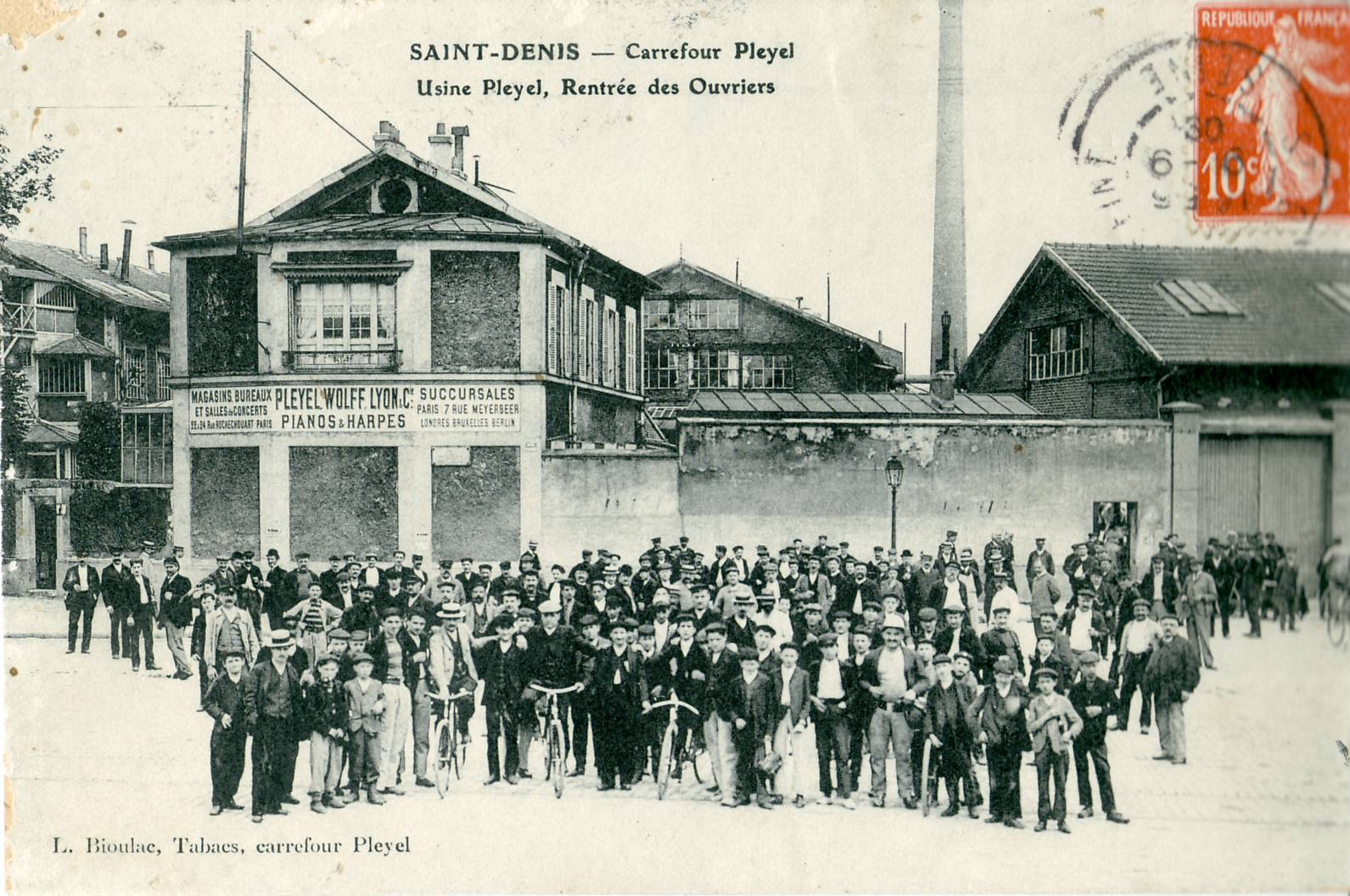
La manufacture de pianos Pleyel a été fondée à Saint-Denis en 1807.
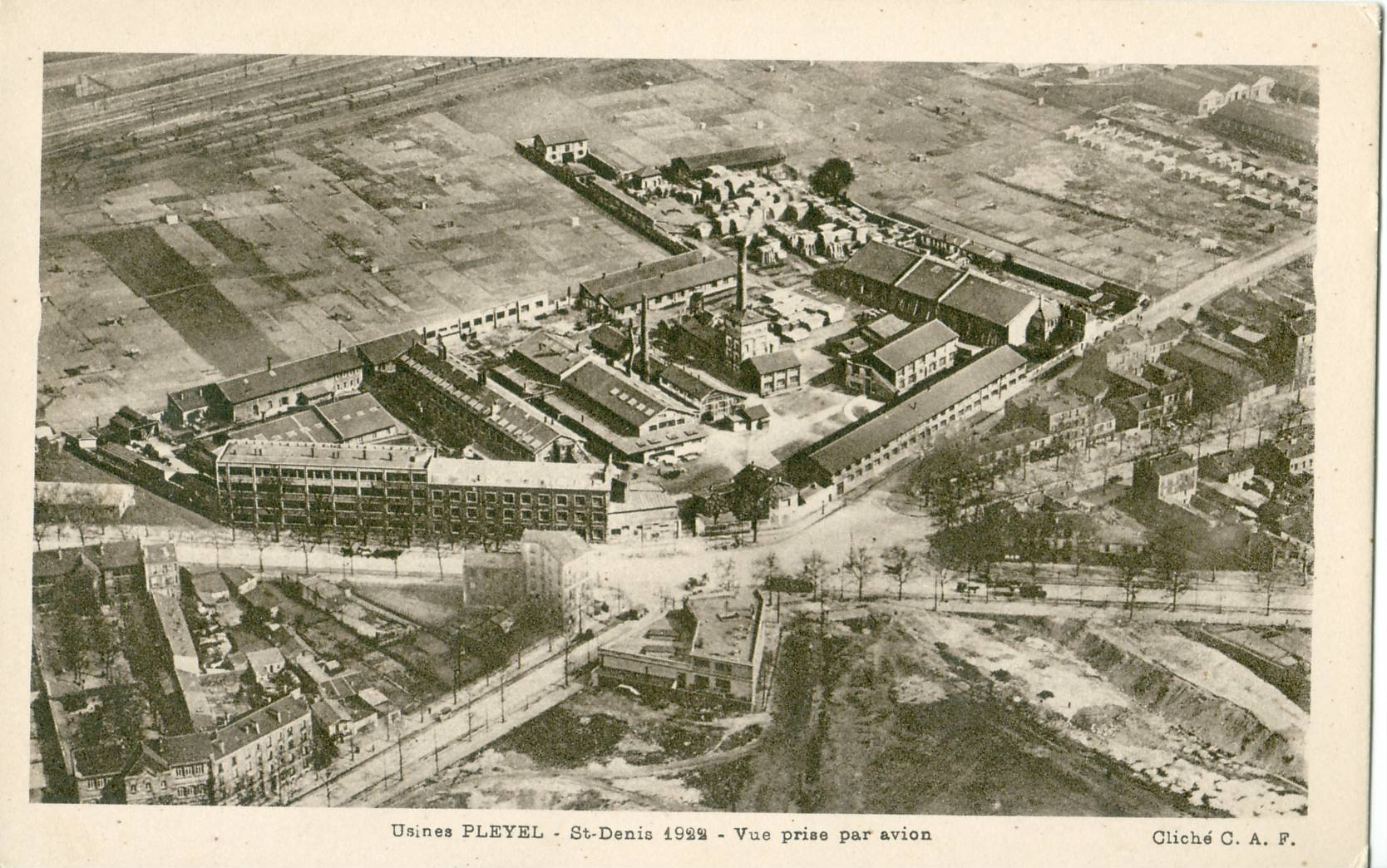
En 1922, la manufacture Pleyel était bien isolée.